# TGV Réseau
TGV Réseau (TGV-R) jsou vysokorychlostní vlakové soupravy společnosti SNCF, vyráběné společností Alstom v období let 1992 až 1996. Tyto soupravy TGV mají základ v dřívějších TGV Atlantique. Maximální rychlost TGV Réseau je 300 km/h.
První soupravy TGV Réseau (česky „síť”) byly uvedeny do provozu v roce 1993. V období 1992–1994 bylo vyrobeno 50 2-systémových souprav. Později bylo SNCF objednáno ještě 30 3-systémových vlaků. Tento typ TGV jezdí na všech francouzských vysokorychlostních tratích (LGV) (někdy i v Belgii, Švýcarsku, Španělsku a Itálii).

## Napájecí soustavy
- 1,5 kV DC
- 25 kV 50 Hz AC
- 3 kV DC (jen v 2. sérii)